# Eric Fernando Botteghin
Eric Fernando Botteghin (São Paulo, 31 de agosto de 1987) é um futebolista brasileiro que atua como defesa central no Ascoli.

## Início de carreira
Após se destacar nas categorias de base do Grêmio Barueri, o jovem zagueiro foi emprestado para o Internacional, ainda na base. Em janeiro de 2007, depois de ganhar destaque disputando um torneio de base em Gronigen (onde viria a jogar depois, já como profissional), o zagueiro acabou assinando um contrato profissional com o FC Zwolle. Em 2011, ingressou no NAC Breda, após ficar por 4 temporadas no Zwolle. Depois de duas temporadas, fez uma transferência para o FC Groningen, retornando à cidade onde iniciou sua trajetória no futebol holandês. No clube, ele foi treinado pelo grande zagueiro Jaap Stam, um dos melhores do mundo em sua posição na década de 1990. Já em junho de 2015, após vencer a Copa da Holanda, Eric foi transferido para o Feyenoord, um dos clubes mais tradicionais da Holanda. Pelo time, virou destaque, sendo considerado por alguns veículos de mídia como um dos melhores defensores em atividade na Eredivise, além de vencer a segunda Copa da Holanda de sua carreira na temporada 2015-16.

## Títulos
Groningen
- Copa dos Países Baixos: 2014–15

Feyenoord
- Eredivisie: 2016–17
- Copa dos Países Baixos: 2015–16, 2017–18
- Supercopa dos Países Baixos: 2017